# Boqueirão do Piauí
Boqueirão do Piauí est une municipalité brésilienne située dans l'État du Piauí.